# Cuthbert Hurd
Cuthbert Corwin Hurd (Estherville, 5 de abril de 1911 – 22 de maio de 1996) foi um cientista da computação e empreendedor estadunidense. Foi instrumental no auxílio à IBM no desenvolvimento de seu primeiro computador de propósito geral.

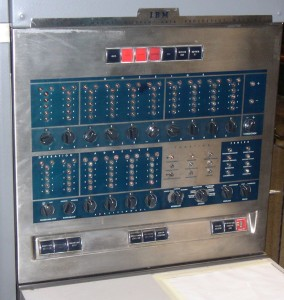
O IBM 650 foi desenvolvido pela divisão liderada por Cuthbert Hurd

Recebeu o Prêmio Pioneiro da Computação de 1986.

## Publicações
- «Asymptotic theory of linear differential equations singular in the variable of differentiation and in a parameter» (PDF). Tohoku Mathematical Journal. 44 (first series). 1938. pp. 243–274
- «Asymptotic theory of linear differential equations containing two parameters» (PDF). Tohoku Mathematical Journal. 45 (first series). 1939. pp. 58–68
- 1943, Mathematics for Mariners with Chester E. Dimick. New York: D Van Nostrand Company Inc, 1943.
- 1950, "The IBM Card-Programmed Electronic Calculator" in: Proceedings, Seminar on Scientific Computation November, 1949, IBM, p. 37-41.
- 1955, "Mechanical Translation: New Challenge to Communication Ornstein", in: Science 21 October 1955: pp. 745–748.
- Nicholas Metropolis, Jack Howlett, Gian-Carlo Rota, eds. (novembro de 1980). «Computer Developments at IBM». A history of computing in the twentieth century: a collection of essays. [S.l.]: Academic Press. ISBN 978-0-12-491650-0
- 1983. Special Issue: The IBM 701 Thirtieth Anniversary - IBM Enters the Computing Field, Annals of the History of Computing, Vol. 5 (No. 2), 1983
- 1985, "A note on early Monte Carlo computations and scientific meetings", in: IEEE Annals of the History of Computing archive, Volume 7,  Issue 2  (April 1985) pp 141–155.
- 1986, "Prologue," IEEE Annals of the History of Computing, vol. 8,  no. 1,  pp. 6–7,  Jan-Mar,  1986